# Voer Sogn (Norddjurs Kommune)
 For alternative betydninger, se Voer Sogn. (Se også artikler, som begynder med Voer Sogn)
Voer Sogn er et sogn i Norddjurs Provsti (Århus Stift).
I 1800-tallet var Estruplund Sogn anneks til Voer Sogn. Begge sogne hørte til Rougsø Herred i Randers Amt. Voer Sogn tilhørte Voer-Estruplund Kommune fra 1842 til 1970. Kommunen blev ved kommunalreformen i 1970 indlemmet i Rougsø Kommune, som ved strukturreformen i 2007 indgik i Norddjurs Kommune.
I Voer Sogn ligger Voer Kirke.
I sognet findes følgende autoriserede stednavne:
- Lille Sjørup (bebyggelse, ejerlav)
- Voer (bebyggelse, ejerlav)